# Почехова
Почехова (словен. Počehova) — поселення в общині Марибор, Подравський регіон‎, Словенія.